# داريل جي
داريل جي (بالإنجليزية: Darryl Gee) (6 يونيو 1963 في الولايات المتحدة - ) هو مدرب كرة قدم ولاعب كرة قدم أمريكي في مركز الهجوم. شارك مع منتخب الولايات المتحدة تحت 20 سنة لكرة القدم. أما مع النوادي، فقد لعب مع نيويورك كوسموس وواشنطن ديبلومتس ولوس أنجلوس لايزرز وMaryland Bays ‏.

## وصلات خارجية
- داريل جي على موقع الاتحاد الدولي (مؤرشف)  (الإنجليزية)
- داريل جي على موقع قاعدة بيانات كرة القدم.إي يو (الإنجليزية)